# Gounou Gaya
Gounou Gaya oder Gounou-Gaya (arabisch غونو غايا) ist eine Stadt im Tschad. Sie ist die Hauptstadt des Département Kabbia in Mayo-Kebbi Est. Im Nordosten der Stadt liegt der Flugplatz Gounou Gaya.

## Söhne und Töchter der Stadt
- Abdel Kader Baba-Laddé, ehemaliger Geheimdienstchef[3]
- Nassour Guelendouksia Ouaido, Premierminister[4]
- Allamaye Halina, Premierminister[5]